# 达乌拉特普尔-萨图利亚龙卷风
达乌拉特普尔-萨图利亚龙卷风（英語：Daulatpur-Saturia tornado）是一場1989年4月26日發生於孟加拉国萨图利亚和达乌拉特普尔的龙卷风災難，造成1300人死亡。这场龙卷风是有记载的世界上伤亡人数最多的龙卷风之一，也是孟加拉国有史以来最严重的龙卷风灾难。